# طبق ستانفورد

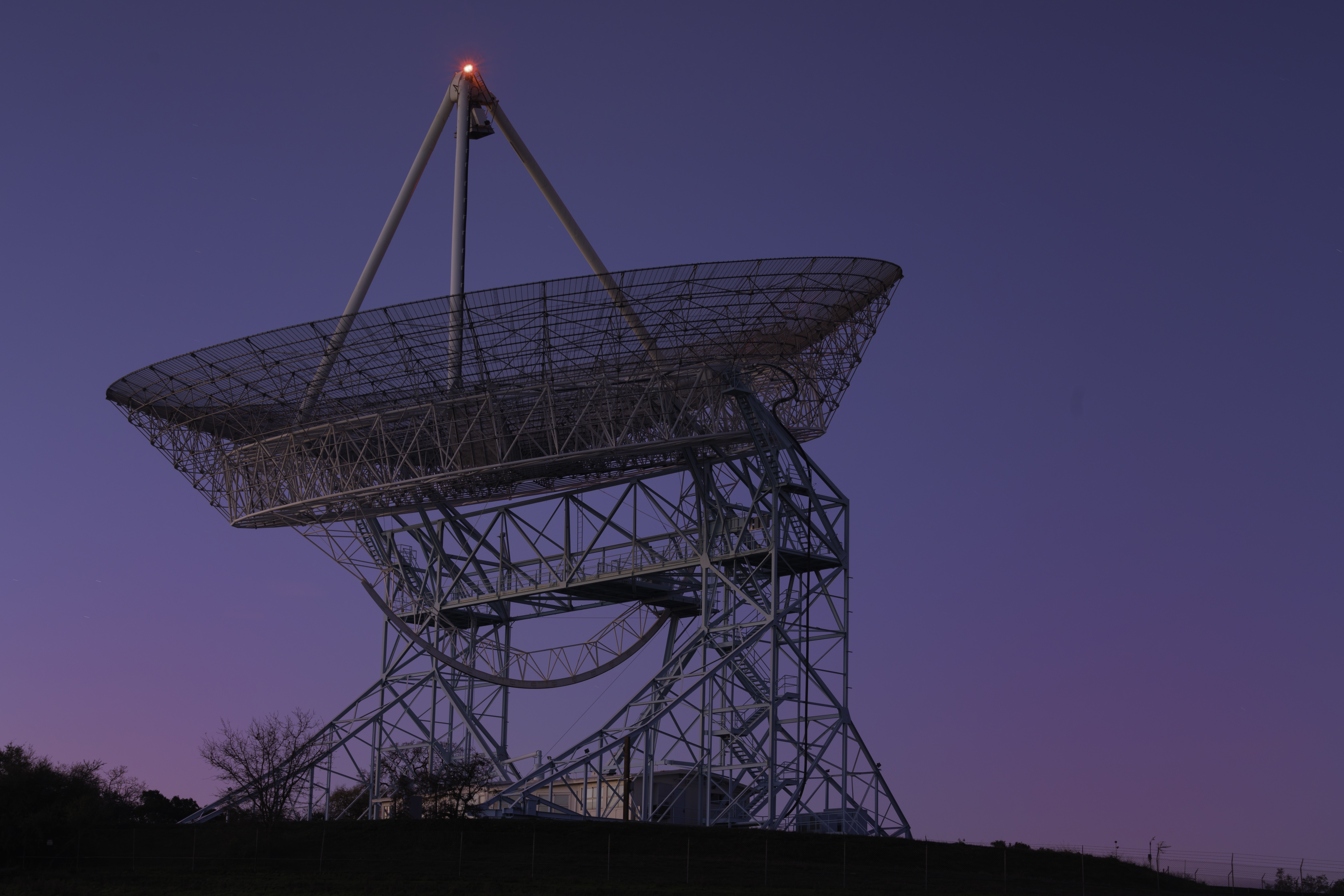
طبق ستانفورد في ساعات الصباح الباكر.

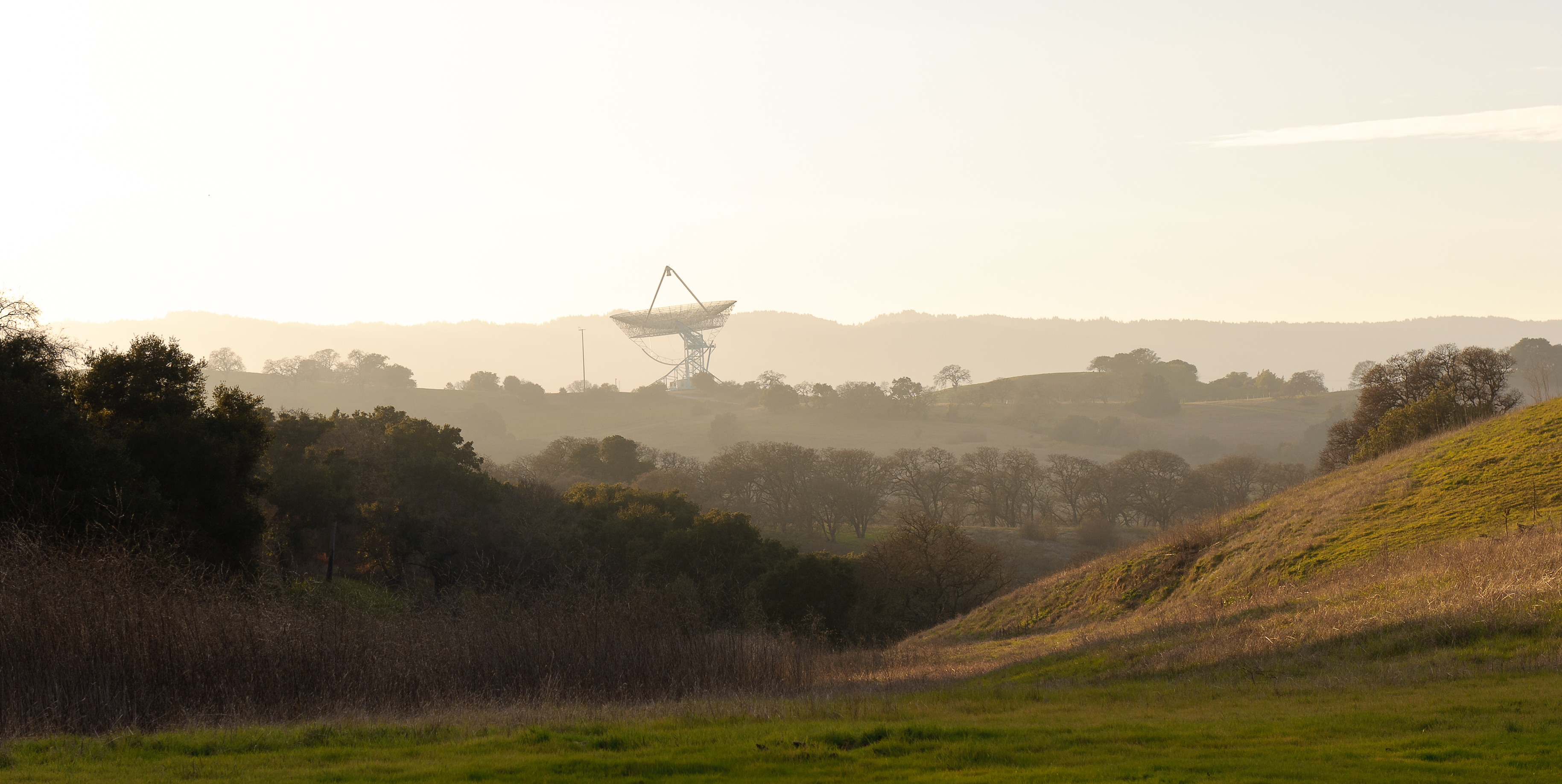
الطبق في سفوح ستانفورد

الطبق، المعروف أيضًا باسم طبق ستانفورد (بالإنجليزية: Stanford Dish)‏، هو راديو هوائي يقع في سفوح تلال ستانفورد. تم إنشاء طبق الـ 150 قدم (46 م) في عام 1961 من قبل معهد ستانفورد للأبحاث (الآن إس أر آي الدولية (SRI International)). بلغت تكلفة بناء الهوائي 4.5 مليون دولار، وتم تمويله من قبل القوات الجوية للولايات المتحدة. في ستينيات القرن الماضي، تم استخدام الطبق لتوفير معلومات حول منشآت الرادار السوفيتي من خلال الكشف عن إشارات الراديو المرتدة من القمر.
في وقت لاحق، تم استخدام الطبق للتواصل مع الأقمار الصناعية والمركبات الفضائية. من خلال اتصالاته اللاسلكية ذات النطاق الثابت الفريد، حيث يكون المرسل والمستقبل وحدتين منفصلتين، كان هوائي رادار قوي، ومناسبًا تمامًا للتواصل مع المركبات الفضائية في المناطق التي قد تتعطل فيها إشارات الراديو التقليدية.
في نقطةٍ معينة، الصحن ينقل إشارات إلى كل مركبة مسافر أرسلتها ناسا في المراكز الخارجية للنظام الشمسي. في عام 1982 تم استخدامه لإنقاذ القمر الصناعي الراديوي الهواة UoSAT-1.

## اليوم
لا يزال الطبق يستخدم بنشاط اليوم للأغراض الأكاديمية والبحثية. وهو مملوك من قبل حكومة الولايات المتحدة وتديرها إس أر آي الدولية. يتم استخدامه لقيادة المركبات الفضائية ومعايرتها ولقياسات علم الفلك الراديوي.

## طريق ترفيهي
توفر المنطقة المحيطة بالطبق مسارًا ترفيهيًا شهيرًا يبلغ طوله 3.5 ميلًا، ويزوره ما معدله 1500–1800 شخص يوميًا. يُعرف المسار حول الطبق بتلاله المتدحرجة ومناظره الجميلة، والتي تمتد في يوم صاف إلى سان خوسيه وسان فرانسيسكو والخليج الشرقي. أثناء الترحيب بالمشي لمسافات طويلة والمشاة والعدائين، لا يُسمح بركوب الدراجات والكلاب في الطبق. ساعات العمل حسب الجدول أدناه، مطابقة تقريبًا لساعات النهار:
|              | يناير | فبراير | مارس | أبريل | مايو | يونيو | يوليو | أغسطس | سبتمبر | أكتوبر | نوفمبر | ديسمبر |
| ------------ | ----- | ------ | ---- | ----- | ---- | ----- | ----- | ----- | ------ | ------ | ------ | ------ |
| يفتح (صباحًا) | 6:30  | 6:30   | 6:00 | 6:00  | 6:00 | 6:00  | 6:00  | 6:00  | 6:30   | 6:30   | 6:30   | 6:30   |
| يغلق (مساءً)  | 5:00  | 5:30   | 6:30 | 7:30  | 7:30 | 7:30  | 7:30  | 7:30  | 7:00   | 6:00   | 5:00   | 5:00   |

اعتبارًا من يونيو 2018، كان هناك 360 بقرة ترعى في أراضي طبق ستانفورد. ستانفورد تؤجر الأرض للمزارعين الذين يمتلكون الأبقار.

## روابط خارجية
- منطقة طبق ستانفورد - صفحة الويب الرسمية
- صفحة طبق SRI (رابط الأرشيف)